# William H. Mumler
William Howard Mumler (1832-1884) va ser un fotògraf d'esperits estatunidenc que va treballar a Nova York i Boston. La seva primera fotografia d'esperits va ser un accident: un autoretrat que, en revelar-se, va revelar també l'«esperit» del seu cosí mort. Aprofitant el gran nombre de persones que havien perdut familiars en la Guerra Civil estatunidenca, va deixar llavors el seu treball com a gravador per a dedicar-se a temps complet a la fotografia d'esperits. Les seves dues imatges més famoses són la fotografia de Mary Todd Lincoln amb el fantasma del seu marit Abraham Lincoln i el retrat del Mestre Herrod.
Mumler va ser portat als tribunals i jutjat per frau i furt. El famós showman P. T. Barnum va atestar en contra seva. No obstant això, va ser absolt per un jutge i la seva carrera fotogràfica va continuar. Més tard, va crear el que és coneix el «Procés de Mumler», mitjançant el qual es podien produir i imprimir plaques de foto-electrotip amb major facilitat. Avui dia, les fotografies de Mumler es reconeixen com a falsificacions, però van circular àmpliament durant l'últim quart del segle XIX i es van comercialitzar com a objectes de creença i curiositats visuals tant dins com fora del moviment espiritista.

## Biografia
Abans de començar la seva carrera com a fotògraf de fantasmes, Mumler va treballar com a gravador de joies a Boston, practicant la fotografia amateur en el seu temps lliure. A principis de la dècada de 1860, va desenvolupar un autoretrat que semblava mostrar l'aparició del seu cosí, que havia mort feia dotze anys. Aquesta és àmpliament considerada com la primera fotografia de fantasmes, és a dir, una fotografia d'un subjecte viu que presenta la semblança d'una persona morta.
Així doncs, Mumler va passar a convertir-se en fotògraf de fantasmes a temps complet, continuant la seva feina a Boston, però finalment es va traslladar a la ciutat de Nova York. A Nova York, la seva obra va ser analitzada per nombrosos experts en fotografia, però no van poder trobar cap prova de frau. La fotografia de fantasmes era un negoci rendible gràcies a l'enorme balanç de morts que va causar la Guerra Civil Americana, i els milers de famílies que buscaven consol per saber si els seus éssers estimats continuaven vivint després de la mort. La dona de Mumler, Hannah Mumler, també dirigia el seu propi negoci espiritual a més de col·laborar amb el negoci del seu marit.
No obstant això, l’obra de Mumler fou també criticada, per P. T. Barnum per exemple, que va afirmar que Mumler s’aprofitava de persones enfosquides pel dol i sense capacitat de jutjar. L'acusació de Barnum era una de les moltes crítiques que acusaven Mumler de fotografiar persones vives fetes passar per fantasmes, i d'entrar a les cases per robar fotografies de familiars difunts i saber com plagiar-los. Segons Joe Nickell, "Mumler va ser exposat com un frau quan la gent va reconèixer que alguns dels suposats esperits encara estaven entre els vius".
Mumler finalment va ser portat a judici per frau l'abril de 1869. Barnum va declarar en contra d'ell, i amb l'objectiu per demostrar la facilitat amb què es podien crear fotografies d'esperits, va contractar a Abraham Bogardus per crear una imatge que semblés mostrar a Barnum amb el fantasma d'Abraham Lincoln. Aquells que van declarar a favor de Mumler incloïen per exemple a Moses A. Dow, un periodista que Mumler havia fotografiat. Finalment, Mumler va ser absolt encara que gran part dubtava de les fotografies, ja que la fiscalia no va poder demostrar que eren fictícies. Després del judici, algunes fonts van informar que va ser deshonrat i va morir arruïnat, mentre que altres afirmen que el seu negoci va prosperar gràcies a la publicitat del judici.
Mumler va continuar treballant en fotografia i més tard va descobrir un procés mitjançant el qual es podien produir i imprimir plaques foto-electrotip amb la mateixa facilitat que els gravats en fusta, conegut com el "Procés Mumler". Finalment, William H.Mumler va morir el 16 de maig de 1884, i el seu obituari es va centrar en les seves contribucions fotogràfiques en general, fent només una referència superficial a l’escàndol de la fotografia de fantasmes.

## Fotografies

### El fantasma d'Abraham Lincoln (The ghost of Abraham Lincoln)
La fotografia més famosa de Mumler sembla mostrar Mary Todd Lincoln amb el "fantasma" del seu marit, Abraham Lincoln. L'investigador paranormal Melvyn Willin, en el seu llibre Ghosts Caught on Film, afirma que la imatge es va fer al voltant de 1869, i que Mumler no sabia que la seva model fos Lincoln, creient que era una tal 'Sra. Tundall'. Willin afegeix que Mumler no va descobrir qui era fins després que la fotografia es va revelar. El College of Psychic Studies, referint-se a les notes de William Stainton Moses (qui ha aparegut en fotografies d'altres fotògrafs de fantasmes), afirma que la fotografia es va fer a principis de la dècada de 1870, que la Sra. Lincoln va utilitzar el nom de 'Sra. Lindall', i que va haver de ser animada per la dona de Mumler a retratar el seu marit. Tot i que la imatge ha estat descartada com una doble exposició fraudulenta, ha estat àmpliament difosa. En una carta al Boston Record, Mumler va afirmar que la fotografia havia estat presa a finals de febrer de 1872.

### Mestre Herrod
Master Herrod era un jove espiritista de Bridgewater, Massachusetts, fotografiat per Mumler cap al 1872. La fotografia, un cop desenvolupada, aparentment mostrava Herrod en un estat de trànsit envoltat pels esperits d'Europa, Àfrica i Amèrica. La fotografia es va anunciar per a la venda al The Religio-Philosophical Journal el 24 d'agost de 1872.

### Altres fotografies
Altres fotografies de Mumler inclouen imatges que mostren diversos esperits (incloent-hi familiars, promeses, actrius i guies espirituals) amb models vius. Com per exemple, Moses A. Dow, editor de The Waverley Magazine, la fotografia del qual aparentment mostrava l'esperit de la seva assistent Mabel Warren. O també Fanny Conant, una coneguda espiritista de Boston, aparentment fotografiada amb el fantasma del seu germà Chas.